# 兴教寺事件
兴教寺事件是指2013年4月，西安兴教寺因为“丝绸之路联合申遗” 而面临大规模拆迁一事，经媒体报道后，引发了一场关于宗教、文物、经济利益、僧人权利等一系列热点的讨论。众多学者、法师以及宗教界、文化界、法律界和其他社会各界人士参与其中，代表人物有金易明教授、李利安教授、圣凯法师、釋星雲法師、明贤法师和诸多高校学子，国家宗教事务局、中国佛教协会、西安市政府、西安申遗办等机构出面表态，事件的真相逐渐显现，牵涉到的利益范围也越来越广。在拆迁日期临近的同时，一场“保卫兴教寺”的公共事件也在进行。倘若埋有唐玄奘大师顶骨舍利的兴教寺被强拆，必将成为是中国文化史上的一大憾事。
2013年8月16日，《西安市兴教寺塔保护管理办法》正式施行。2014年，兴教寺塔作为丝绸之路：长安-天山廊道的路网的一处遗产点入选世界遗产名录。

## 背景
2007年起，西安市将兴教寺纳入申报世界遗产工作范围。2012年7月，陕西省确定5处8个点列入丝绸之路联合申报世界遗产名单，其中仅包括兴教寺塔，不包括兴教寺的其他建筑。2012年10月，兴教寺首次获悉，因申遗需要，该寺众多建筑需拆迁。为保住兴教寺，兴教寺住持宽池法师在2013年1月西安市召开的申遗工作协调会议上提出兴教寺退出申遗，但政府官员不同意。
2013年4月19日，明贤法师发文《恳挚建议兴教寺僧团 宣布永不收门票》，其中关于“永远不收门票”的承诺，有三点核心义涵：
|  | 第一、誓死不离兴教寺！ 第二、单方面宣布：退出申遗！ 第三、单方面承诺：永远免费、永远免门票！ |

正如法师所说，“为随顺世间、为接引苍生，我们就来配合政府，响应这一“免盈利维护祖庭”的、大好的、利国利民的现前因缘吧！”

## 经过
2013年3月7日，西安市各相关部门到兴教寺视察落实申遗工作。3月8日，兴教寺收到长安区民族宗教事务局发来的限期拆迁通知，通知要求兴教寺的整个拆除工程在5月30日前完成。计划拆除的总面积4000平方米，保留的建筑仅2000平方米。
2013年3月13日，丝路申遗申报文本编制总负责人陈同滨到兴教寺考察，多位政府官员陪同到场。宽池法师对陈同滨说：“修学和生活是一体化，兴教寺拆除这么多的建筑，僧团失去食宿的基本保障，等于是破坏了僧团，破坏了正常的宗教活动。”但宽池法师的话被西安市一位政府官员打断，该官员向陈同滨称，不用考虑兴教寺的意见，申遗之事政府已作决定。宽池法师还回忆称，有关领导称他“理念不超前”，并且称“在兴教寺下面建一个寺庙花不了多少钱”，根据这位领导的构想，兴教寺最终的面貌是“只留三个塔，周围全部绿化”。西安市文物局办公室负责人在接受采访时称，“按照专家的建议，兴教寺的僧人如果不搬，申遗通过的可能性就没有了。”申遗拆迁实质上是将兴教寺的僧人全部迁离该寺。
根据政府的规划，将来兴教寺下方将规划新建一座寺院，位于东江坡村、西韦村。兴教寺的僧人5月30日被迁出之后，待这座新寺院建成，将全部迁至新寺。但根据西北大学佛教研究所所长李利安的实地调查，政府所说的在西韦村另建僧舍，在兴教寺山坡下征地建寺等计划，一直仅为口头说法，实际并未征地，也无规划及建设方案，无资金落实。兴教寺的僧人5月30日被迁离兴教寺之后，将马上面临无居住场所的困境。
2013年8月16日，《西安市兴教寺塔保护管理办法》正式施行。2014年，兴教寺塔作为丝绸之路：长安-天山廊道的路网的一处遗产点入选世界遗产名录。

## 媒体关注与评论
2013年4月10日，《南方都市报》率先报道兴教寺正面临大规模拆迁。兴教寺申遗拆迁的背后，是曲江系公司的商业运作。兴教寺已成为所谓“曲江模式”商业开发的新目标，将要建成“兴教寺佛教文化旅游景区”。根据2012年长安区招商局发布的《西安兴教寺旅游区项目》说明，该项目年盈利可达3000万元，6年内可全部收回投资。4月10日晚，演员六小龄童发表微博，公开呼吁关注兴教寺的拆迁。此前，白先勇（白崇禧之子）于2013年3月28日参观兴教寺得知拆迁消息后，也曾表示希望阻止拆迁。
2013年4月11日，中国佛教协会作出回应，认为西安市当地政府未征得兴教寺僧团的同意，便决定将兴教寺的大部分建筑拆除，实质上是将兴教寺僧众驱离寺院，将寺院改作商业开发的对象，直接改变兴教寺的宗教活动场所属性，“在未征得兴教寺僧团同意的情况下，以任何理由强行拆除兴教寺的建筑和设施都是违反政策法规、侵犯佛教界合法权益的行为，我们表示强烈反对。”回应还认为，兴教寺作为国务院批准公布的汉族地区佛教全国重点寺院，其宗教活动场所性质非经国务院批准不得变更。4月11日，国家宗教事务局新闻发言人指出，“已经注意到媒体相关报道，并要求陕西省宗教局实地调查了解情况，协调当地有关部门听取包括佛教界在内的各方意见，依照相关法规和政策规定妥善处理。”
2013年4月11日，兴教寺发出了《关于退出申遗工作的报告》，要求退出申遗，并将报告递交给长安区民族宗教事务局。同日下午，西安市申遗工作领导小组办公室在西安市文物局官方网站发布了《兴教寺申遗相关情况说明》。自2013年4月12日起，国家文物局、西安市文物局、一些文物专家纷纷发言，称此次拆迁并未拆除文物建筑，拆迁仅涉及现代建筑，拆迁合情合理。
2013年4月18日社会学博士王家琪发布了《密切关注兴教寺僧团现况 欲加之罪何患无辞？》，文中指出：兴教寺目前所面临的劫难，表面是保护文物、整治环境，实质是驱逐僧团、强占庙产，是一次资本对信仰赤裸裸的绞杀、是新庙产运动的还魂，文物专家所谓“拆迁合情合理”是为“佛门吸血鬼”在编织“皇帝新衣”。同时抨击了文物局以“掠夺寺产"为目的，对宗教场所实施“文物式”畸形管理。文章还为佛教界表示担忧：毫无疑问，此次佛教徒的挺身抗争打破了当地政府和商家“驱僧夺寺”的美梦，这就极有可能招致利益相关方的报复，灾祸随时有可能降临到僧团的头上。